# دربيدان (أمجز)
دربیدان (بالفارسية: دربیدان) هي قرية تقع في إيران في قسم أمجز الريفي. يقدر عدد سكانها بـ 0 نسمة بحسب إحصاء 2016.